# Carol Morris

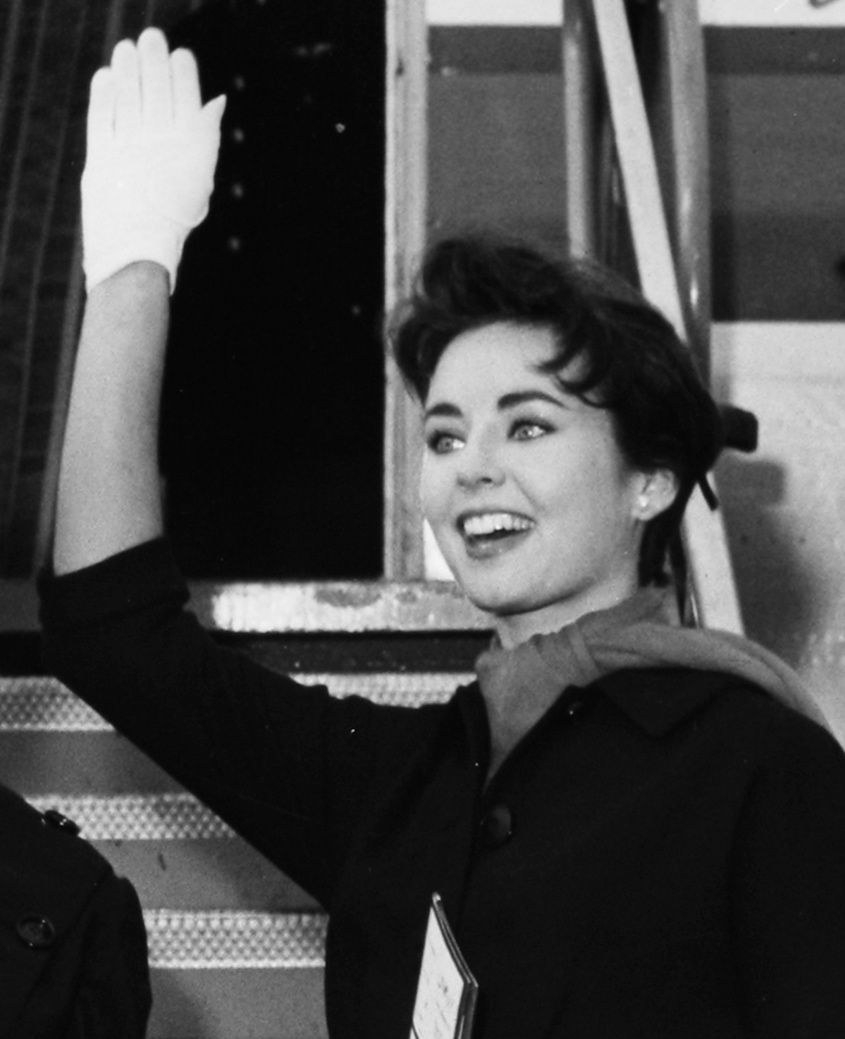
Carol Morris 1958

Carol Ann Laverne Morris (* 8. April 1936 in Omaha, Nebraska) ist ein US-amerikanisches Model und Schauspielerin. 1956 gewann sie die Wahlen zur Miss USA und Miss Universe.

## Leben
Carol Morris wurde als einziges Kind des Geistlichen LaVerne Morris und seiner Frau in Omaha geboren. Ihre Familie war irischer Herkunft. Morris zog mit ihren Eltern nach Scott City, wo sie auch zur Schule ging und ihr Vater in der Davis Street Christian Church tätig war. Nach einem weiteren Umzug nach Ottumwa besuchte Morris die Ottumwa High School und machte dort ihren Abschluss. Anschließend ging sie zur Drake University in Des Moines, wo sie Mitglied in der Studentengemeinschaft Kappa Alpha Theta wurde.
Ihren ersten Schönheitswettbewerb gewann Morris bereits an der High School als Miss Ottumwa. Während ihrer Zeit an der Drake University gewann sie 1954 den Titel der Miss Iowa und nahm als Vertreterin des Bundesstaates an der Wahl zur Miss America teil. Der Titel ging jedoch an Lee Meriwether. 1956 gewann Morris in Long Beach die Wahl zur Miss USA. Anschließend nahm sie an der ebenfalls in Long Beach stattfindenden Wahl zur Miss Universe teil, welche sie ebenfalls gewinnen konnte.
Während ihrer Zeit als Miss Universe traf sich Morris unter anderem mit den ehemaligen US-Präsidenten Harry S. Truman und Herbert Hoover. Sie trat zudem als Truppenunterhalterin mit Bob Hope auf. Bei ihrer Rückkehr in ihre Heimatstadt Ottumwa wurde Morris mit einer Parade und dem Besuch von Iowas Gouverneur Leo Hoegh geehrt. Sie trat zudem als Gast in den Fernsehshows What's My Line? und To Tell the Truth auf.
Nach ihrer Zeit als Miss Universe begann Carol Morris eine kurze Laufbahn als Schauspielerin. Ihre erste Rolle erhielt sie in Crazy Love an der Seite von Jeff Chandler. Es folgten ein Dutzend weiterer Auftritte in Filmen und Fernsehserien, ehe Morris ihre Laufbahn 1963 beendete.
1959 heiratete Morris den Ölmagnaten Edward Burke, mit dem sie drei gemeinsame Kinder hatte. Nach Burkes Tod heiratete sie erneut und bekam ein weiteres Kind. In den folgenden Jahren war Carol Morris gelegentlich als Jurymitglied bei der Wahl zur Miss Iowa tätig. Sie lebt heute zurückgezogen in Houston.

## Filmografie (Auswahl)
- 1956/1957: Playhouse 90 (Fernsehserie, zwei Folgen)
- 1957: Der Mann mit den 1000 Gesichtern (Man of a Thousand Faces)
- 1957: Das Geheimnis des steinernen Monsters (The Monolith Monsters)
- 1959: Born to Be Loved
- 1959: Richard Diamond, Privatdetektiv (Richard Diamond, Private Detective; Fernsehserie, eine Folge)
- 1962: Paradise Alley